# Kościeleczki
Kościeleczki (dawniej: niem. Warnau; w innych źródłach jako Kozieleczki, Koźliczki) – wieś w Polsce położona w województwie pomorskim, w powiecie malborskim, w gminie Malbork na obszarze Wielkich Żuław Malborskich.
W latach 1975–1998 miejscowość administracyjnie należała do województwa elbląskiego.
We wsi rośnie 17-metrowy jesion, będący pomnikiem przyrody.

## Etymologia nazwy
Nazwa wsi została przeniesiona z Kościelca pod Inowrocławiem, skąd pochodził wojewoda inowrocławski i starosta malborski – Jan Kościelecki, który nadał tę nazwę, prawdopodobnie upamiętniając swoje pochodzenie. 

## Historia
Kościeleczki zostały ustanowione na dawnym dworze krzyżackim Warnowo, którego dokładna lokalizacja nie jest znana. Pierwsze wzmianki na jej temat pochodzą z roku 1388. Warnowo jako dwór krzyżacki położony był prawdopodobnie 4 km od Malborka w okolicy średniowiecznego Lasu Warnowskiego. Był to murowany dwór obronny z folwarkiem, w którym prowadzono hodowlę zwierząt dla komturii malborskiej. W trakcie oblężenia Malborka w roku 1410 wojska polsko-litewskie opanowały i splądrowały Warnowo. W czasie powstania antykrzyżackiego [1454] dwór krzyżacki Warnowo został spalony. W roku 1471 lokowano wieś Kościeleczki, graniczącą z terenami dawnego dworu Warnowo. Kościeleczki lokowano na terenie Lasu Warnowskiego, zniszczonego podczas wojny trzynastoletniej, resztki lasu wykarczowano.

## Nieistniejące obecnie miejsca
W Kościeleczkach istniała katolicka Parafia pw. Świętego Mikołaja. Zbudowana była w wieku XIV, przebudowana w wieku XVII. Zniszczona została w okolicach 1800 roku. Była to konstrukcja ryglowa z wieżą. We wsi był także cmentarz rozgrabiony w okolicach lat. 60 XX wieku. We wsi dawniej znajdowała się również szkoła oraz przystanek kolei wąskotorowej.

## Zabytki
- Dom podcieniowy nr 3, o konstrukcji szachulcowej, z 1799 r., klasycystyczny;
- Dom podcieniowy nr 27, o konstrukcji szachulcowej z 1828 r.